# 内海健
内海 健（うつみ たけし、1955年 - ）は、日本の医学者、精神科医。専門は精神病理学、病跡学。東京芸術大学名誉教授。博士（医学）。

## 来歴
- 1955年 - 東京都に生まれる
- 1979年 - 東京大学医学部卒業[3]。東京大学医学部附属病院分院神経科にて臨床に従事
- 1993年 - 博士（医学）（東京大学）[2]
- 2001年 - 帝京大学医学部精神神経科学教室助教授[3]
- 2009年 - 東京芸術大学保健管理センター准教授[3]
- 2012年 - 東京芸術大学保健管理センター教授[3]
- 2020年 - 『金閣を焼かなければならぬ』で大佛次郎賞を受賞
- 2022年 - 東京芸術大学名誉教授[4]

## 学会
- 日本精神病理学会理事
- 日本病跡学会常任理事
- 日本うつ病学会評議員
- 精神医学史学会理事

## 著書

### 単著
- 『スキゾフレニア論考』星和書店、2002年10月。ISBN 4791104870。
- 『「分裂病」の消滅』青土社、2003年10月。ISBN 4791760670。
- 『精神科臨床とは何か　―日々新たなる経験のために』星和書店、2005年3月。ISBN 4791105672。
- 『うつ病新時代　－双極Ⅱ型障害という病（精神科医からのメッセージ）』勉誠出版、2006年7月。ISBN 9784585052845。
- 『うつ病の心理』誠信書房、2008年6月。ISBN 9784414429190。
- 『パンセ・スキゾフレニック —統合失調症の精神病理学』弘文堂、2008年10月。ISBN 9784335651274。
- 『さまよえる自己　―ポストモダンの精神病理』筑摩選書、2012年5月。ISBN 9784480015440。
- 『双極Ⅱ型障害という病　－改訂版うつ病新時代』勉誠出版、2013年6月。ISBN 9784585240051。
- 『自閉症スペクトラムの精神病理　―星を継ぐ人々のために』医学書院、2015年11月。ISBN 9784260024082。
- 『金閣を焼かなければならぬ　林養賢と三島由紀夫』河出書房新社、2020年6月。ISBN 978-4309254135／河出文庫、2024年12月。ISBN 978-4309421537
- 『気分障害のハード・コア 「うつ」と「マニー」のゆくえ』金剛出版、2020年11月。ISBN 9784772417891。

### 編集
- 広瀬徹也/内海健（編）『うつ病論の現在　－精緻な臨床をめざして』星和書店、2005年8月。ISBN 4791105834。
- 神庭重信/内海健（編）『「うつ」の構造』弘文堂、2011年11月。ISBN 4335651465。
- 内海健/安永浩（編）『安永浩コレクション』ライフメディコム、2014年10月。ISBN 4898132391。
- 神庭重信/内海健（編）『「うつ」の舞台』弘文堂、2018年7月。ISBN 9784335651779。
- 鈴木國文/内海健/清水光恵（編）『発達障害の精神病理Ⅰ』星和書店、2018年9月。ISBN 9784791109883。
- 内海健/清水光恵/鈴木國文（編）『発達障害の精神病理Ⅱ』星和書店、2020年2月。ISBN 9784791110438。
- 内海健/兼本浩祐（編）『精神科シンプトマトロジー 症状学入門 心の形をどう捉え,どう理解するか』医学書院、2021年6月。ISBN 9784260046787。
- 清水光恵/鈴木國文/内海健（編）『発達障害の精神病理Ⅲ』星和書店、2021年7月。ISBN 9784791110803。
- 内海健/兼本浩祐（編）　『発達障害の精神病理Ⅳ』星和書店、2023年6月。ISBN 9784791111169。

## 論文
- 「精神病理学の彼岸にむけて (特集 <こころ>はどこへ行くのか--こころの科学の未来に向けて) -- (こころの科学の可能性)」『imago』第7巻第13号、1996年、90-93頁。
- 「無意識の発見--力道精神医学の誕生 (特別企画 精神医学の100年)」『こころの科学』 第86巻、1999年、58-63頁。
- 「戦略的エポケーと創造--デカルトの病跡 (特集・創造の病をめぐって)」『日本病跡学雑誌』第56巻、1998年、36-45頁。
- 「うつ病の慢性様態からの離脱可能性について —精神病理学的回復過程論の試み」『精神神経学雑誌』第106巻第8号、2004年、1005-1015頁。
- 「デイヴィッド・ヒュームと創造の病 (特集 歴史を動かした心の病)」『精神科』第12巻5号、2008年、420-430頁。
- 「双極性障害と創造性 (特集 双極Ⅱ型障害をどう診るか)」『臨床精神医学』第46巻3号、2017年、307-315頁。
- 「軽症化時代における統合失調症の精神病理 : 七つのアレゴリーによる変奏 (特集 「統合失調症」再考(1))」『精神医学』第59巻11号、2017年、1011-1018頁。

## 関連人物
- 安永浩
- 広瀬徹也
- 柴山雅俊